# Bakarac
Bakarac je malo mjesto pored Kraljevice (kojoj i administrativno pripada), u Primorsko-goranskoj županiji. 

## Zemljopis
Točno nasuprot Bakarcu nalazi se Bakar, tako da neki ljudi zaljev na čijim se suprotnim stranama nalaze ta dva mjesta nazivaju Bakarski zaljev, a drugi (Bakarčani) Bakarački zaljev. Čitavim dijelom zaljeva na bakaračkoj strani prostiru se (betonske) plaže i svaka ima i svoje ime. Dolazeći iz pravca Rijeke to su redom: Kupalište, Mala plažica, Palada, Skalada, Melina, Prva kućica (misli se na ribarske kućice), Druga kućica, Sansovo (iznad kojeg se nalazi i istoimeno nogometno igralište) i Kavranić (Treća kućica).

Na vrhu Bakarca, prema Križišću, nalazi se Turinsko (Turinovo selo).

## Stanovništvo
| broj stanovnika | 229   | 280   | 281   | 308   | 359   | 392   | 427   | 353   | 320   | 296   | 301   | 274   | 260   | 274   | 307   | 313   | 287   |
|                 | 1857. | 1869. | 1880. | 1890. | 1900. | 1910. | 1921. | 1931. | 1948. | 1953. | 1961. | 1971. | 1981. | 1991. | 2001. | 2011. | 2021. |

## Znamenitosti
- tunere - stare straže kojima se pratilo ima li riba, ponajprije tuna (tune sada više u zaljevu nema);
- bakaračka bura - zbog svog položaja u usjeku, Bakarac je izložen udarima bure koja je po jačini odmah iza poznatije senjske bure;
- turizam - stvar je prošlosti, jer je kamp ostao devastiran nakon nevremena ali je i tako bio zatvoren, a hotel je izgorio do temelja, još je preostala nekolicina privatnih iznajmljivača;
- Gradac - zapravo i nije tako poznat a radi se o ruševini osmatračnice vjerojatno još iz rimskog doba.

## Galerija slika
- Bakarac ~ 1950. godine.
- Tunere
- Kavranić
- Portić

## Vanjske poveznice
|  | Zajednički poslužitelj ima još gradiva o temi Bakarac |